# Haworthia semiviva
Haworthia semiviva là một loài thực vật có hoa trong họ Măng tây. Loài này được (Poelln.) M.B.Bayer mô tả khoa học đầu tiên năm 1976.